# LUV K RAFT
LUV K RAFT（ラヴクラフト）は、日本の音楽ユニット。2013年5月結成。
ユニット名の由来は、小説家のH.P.ラヴクラフトから。
男女混合、年齢も違うことから様々なジャンルに影響を受けた、多様性を持つユニットである。

## 概要・来歴
- ex-n°のKARENとKazyaで2013年5月に結成。
- ex-day after tomorrow ストロボの北野正人とけいおんや多数のアーティストのサポートで知られる工藤嶺を迎える。
- 2013年5月5日に名古屋Party'zにて、初ライブを行う。
- 2015年1月21日にY!mobileの新製品発表にて、LUV K RAFTとコラボレーションした携帯が発売されることが発表された。[1]

- 2015年2月10日にBassの工藤が正式メンバーから離れ、サポートとして活動していくことを発表。

- 同日ex THE BOOMの山川浩正がサポートメンバーとして加入することが発表された。
- 2016年12月8日、Troublemakerにフィーチャリングされたことにより、Mishuが加入。
- BOØWY 高橋まこと、LA-PPISCH tatsu、REBECCA 友森昭一、SURFACE 椎名慶治らが結成したスーパーバンド、JET SET BOYSの2017年ツアー、オープニングアクトを務めた。[2]
- 2018年7月　JAPAN EXPO PARIS出演[3]
- 2020年よりYouTubeでの作品発表や配信ライブに力を入れる。YouTubeだけで発表された曲はデモ扱いとして(demo)の冠が付いている。
- 2021年7月より、TikTokでの動画配信も開始。
- 2021年11月より、絶景×音楽をテーマにした「旅音 - Tabioto -」というYouTubeチャンネルも開設した。
- 2024年7月14日 フジテレビ特番オールスター合唱バトルミリオン再生合唱団のメンバーとして優勝
- 2024年12月29日 フジテレビ特番オールスター合唱バトルミリオン再生合唱団のメンバーとして単独優勝 2連覇
- 2025年1月クールのBS-TBSドラマアリスさんちの囲炉裏端のオープニング主題歌に抜擢

## メンバー

### KAREN（かれん）
- 1991年10月21日　滋賀県野洲市出身　152cm　B型　ボーカル担当・MASCHINE・グラフィックデザイン担当。
- ホームページやミュージックビデオなど、全てのデザインや制作を１人でこなすマルチクリエイター。
- アダム・レヴィ（ノラ・ジョーンズのギタリスト）のソロアルバムのデザインも担当する。
- 2015年にYmobileより発表された、'''ハート'''型のPHS端末「'''Heart''' 401AB」のイメージビデオを制作。関西コレクションにて映し出されイメージ曲を歌い上げた。
- FM802にて流れるCM曲などの制作も手掛けている。
- 2021年11月にオープンしたプーマストア原宿キャットストリートのキャラクター「NEKO san」の店内アニメーション映像を制作した。
- PADIダイブマスター(スキューバダイビングプロライセンス）を持っている。
- PADIアンバサダイバー2025に選ばれる。
- 2023年3月25日、奈良県橿原市応援大使に就任した。
- 2024年10月6日、奈良県葛城市観光大使に就任した。
- 好きな食べ物　パセリ

### Mishu（みしゅ）
- 1995年9月16日　兵庫県神戸市出身　163cm(本人談)B型　ラップ・ボーカル・パフォーマンス担当
- 2016年12月8日、ROCK A TRONICA収録曲、Trouble Makerに、ラップでゲスト参加したことにより加入。
- バングラデシュと日本のハーフ。
- 関西弁しか話せない。
- PADIレスキューダイバーのライセンスを持っている。
- PADIアンバサダイバー2025に選ばれる。
- 2023年3月25日、奈良県橿原市応援大使に就任した。
- 2024年10月6日、奈良県葛城市観光大使に就任した。

### 北野正人（きたの まさと）
- 1974年10月25日　大阪府八尾市出身　A型　ギター・マニピュレーター担当
- 『第44回日本レコード大賞』にて新人賞
- 『第17回日本ゴールドディスク大賞』にてニュー・アーティスト・オブ・ザ・イヤーを受賞
- PADIスキューバダイビングインストラクターの資格を持つ
- PADIアンバサダイバー2025に選ばれる
- 2023年3月25日、奈良県橿原市応援大使に就任した。
- 2024年10月6日、奈良県葛城市観光大使に就任した。

## 旧メンバー

### 北川亜弥（きたがわ あや）
- 1989年8月7日　高知県出身　A型　ベース担当。
- 2013年脱退。現在はサポートメンバーとなっている。

### 工藤嶺（くどう れい）
- 1985年11月12日　静岡県浜松市出身　A型　ベース担当。所属事務所F.M.F。
- 2013年加入、2015年脱退。現在はサポートメンバーとなっている。

### Kazya（かずや）
- 1988年8月6日　奈良県橿原市出身　A型　ドラムス・エンジニアリング担当。
- SAKAEドラムスのエンドーサー
- 平原綾香 平原まこと 松田陽子 nicco ポルノグラフィティ等、多数のアーティストに参加。
- KornのRAY LUZIER、樋口宗孝、大久保太を師に持つ。
- 2019年3月2日、奈良県橿原市の観光PR大使に就任。

## サポートメンバー

### 山川浩正（やまかわひろまさ）
- 1965年5月11日　山梨県出身　ベース担当
- 元THE BOOMのベーシスト

### のぞみ
- 京都府出身　AB型　ベース担当
- FAT PROPのベーシスト

### ちゃんこの
- アシスタント及び配信サポート担当
- 2023年7月7日 Mishuの体調不良によりKARENソロ配信にて代理ボーカルとしてデビュー
- 高校1年生/16歳(2025年6月現在)
- 身長162cm
- ちゃんこ鍋が好きで「ちゃんこの子」と呼ばれたことが名前の由来である

## ディスコグラフィ

### シングル
| 発売日        | 作品名 | 作詞       | 作曲          | 編曲       | タイアップ                                                                  |
| ------------- | --- | ---------- | ------------- | ---------- | --------------------------------------------------------------------------- |
| 2016年4月20日 | イミテーションゴールド M-01 : イミテーションゴールド M-02 : Discotheque                                                                   | KAREN      | Masato Kitano | LUV K RAFT | 読売テレビ「キューン! 」 4月度エンディングテーマ M-1 イミテーションゴールド |
| 2019年4月10日 | New Age girl M-01 : New Age girl M-02 : New Age girl -karaoke-                                                                            | KAREN      | Masato Kitano | LUV K RAFT | KENWOODオーディオ コンセプトソング                                          |
| 2021年4月21日 | Beautiful Days M-01 : Beautiful Days ～Supporters Song～ M-02 : Beautiful Days ～Porvenir Anthem～ M-03 : Beautiful Days ～Instrumental～ | LUV K RAFT | LUV K RAFT    | LUV K RAFT | ポルベニル飛鳥 公式応援ソング                                               |

### ミニアルバム
| 発売日        | 作品名 | 作詞  | 作曲          | 編曲       | タイアップ | ゲスト |
| ------------- | --- | ----- | ------------- | ---------- | --- | --- |
| 2016年9月14日 | ROCK A TRONICA M-01 : イミテーションゴールド M-02 : THE CITY ON BLACK M-03 : ロックンロールは死んでない M-04 : Troublemaker M-05 : RadioStar M-06 : Present!! | KAREN | Masato Kitano | LUV K RAFT | M-06 : Present!! 読売テレビ・日本テレビ系全国ネット 「カミングアウトバラエティ！！秘密のケンミンSHOW」 エンディングテーマ曲 | M-04 : Troublemaker - Vocal : MAGUMI from LA-PPISCH / THE BREATHLESS - Rap : Mishu from BUTTERFLY KNOT M-01 : イミテーションゴールド M-03 : ロックンロールは死んでない M-04 : Troublemaker - Bass : 山川浩正 from THE BOOM M-03 : ロックンロールは死んでない - Piano : 杉浦琢雄 from 東京60WATTS |

| 発売日       | 作品名 | 作詞  | 作曲          | 編曲       | タイアップ | ゲスト                                                             |
| ------------ | --- | ----- | ------------- | ---------- | --- | ------------------------------------------------------------------ |
| 2018年8月1日 | Luv it M-01 : 未確認歩行物体さん M-02 : Foxy M-03 : 炭酸水 M-04 : 洗脳されたの？ M-05 : はたちそこそこの恋 M-06 : ほうれん草 M-07 : THE CITY ON BLACK (Japanese ver) Bonus Track M-08 : RABBIT-MAN ~LUV it MAN~ | KAREN | Masato Kitano | LUV K RAFT | M-01 : 未確認歩行物体さん フジテレビ系音楽情報番組 「Tune」 エンディングテーマ M-03 : 炭酸水 読売テレビ・日本テレビ系全国ネット 「カミングアウトバラエティ！！秘密のケンミンSHOW」 エンディングテーマ | Bonus Track M-08 : RABBIT-MAN ~LUV it MAN~ - 椎名慶治 from SURFACE |

### カセットテープ
| 発売日        | 作品名                        | 作詞  | 作曲          | 編曲       | タイアップ                                                                                                 |
| ------------- | ----------------------------- | ----- | ------------- | ---------- | --- |
| 2016年4月20日 | プレゼント SideA : プレゼント | KAREN | Masato Kitano | LUV K RAFT | 読売テレビ・日本テレビ系全国ネット 「カミングアウトバラエティ！！秘密のケンミンSHOW」 エンディングテーマ曲 |

### 配信限定
| 発売日        | 作品名                         | 作詞                                    | 作曲          | 編曲                                    | タイアップ |
| ------------- | ------------------------------ | --------------------------------------- | ------------- | --------------------------------------- | --- |
| 2016年4月01日 | プレゼント                     | KAREN                                   | Masato Kitano | LUV K RAFT                              | 読売テレビ・日本テレビ系全国ネット 「カミングアウトバラエティ！！秘密のケンミンSHOW」 エンディングテーマ曲                                     |
| 2019年2月10日 | ありがとう...                  | KAREN Rap Lyrics: Mishu                 | Masato Kitano | LUV K RAFT                              | やなせたかし生誕100周年記念特別アニメ作品 「勇気の花がひらくとき やなせたかしとアンパンマンの物語」 主題歌                                     |
| 2019年7月12日 | 真夏のファンタスティックボーイ | KAREN                                   | Masato Kitano |                                         | 劇場版『広告会社、男子寮のおかずくん』 主題歌                                                                                                  |
| 2021年7月7日  | カラバリ                       | LUV K RAFT                              | LUV K RAFT    | LUV K RAFT                              | CANDY A☆GO☆GO! CM曲 |
| 2023年4月14日 | 春色                           | Words: KAREN & Kitano Rap Lyrics: Mishu | Kitano        | Arranged: Kitano Chorus Arranged: KAREN | 読売テレビ・日本テレビ系 「ディスカバリーエンターテインメント 秘密のケンミンSHOW 極」 2023年4月〜6月EDテーマ曲 葛城市 葛城市市制施行20周年動画 |
| 2023年7月2日  | Everybody 君とWonderful World  | KAREN Mishu                             | Kitano        |                                         | |
| 2024年2月23日 | バリア                         | KAREN                                   | Masato Kitano |                                         | JVC KENWOOD 推し声オーディオプロジェクト 第1期テーマソング                                                                                     |
| 2024年7月14日 | 浪漫飛行(Cover)                | 米米CLUB                                | 米米CLUB      |                                         | |
| 2025年1月7日  | Alice                          | KAREN                                   | Masato Kitano |                                         | BS-TBS 火曜ドラマ9 「アリスさんちの囲炉裏端」 オープニング主題歌                                                                               |

### LIVE会場＆路上ライブ限定CD
| 発売日        | 作品名                                               | M-1                                          | M-2                                          | 補足 |
| ------------- | ---------------------------------------------------- | -------------------------------------------- | -------------------------------------------- | --- |
| 2014年1月26日 | Eins M-1 Minority World M-2 ハリネジク               | 作詞：KAREN 作曲：北野 正人 編曲：LUV K RAFT | 作詞：KAREN 作曲：北野 正人 編曲：LUV K RAFT | 公式オンラインショップでも 長らく入手不可能となっていたが、 2021年9月4日より 各音楽ストリーミングサービスで 聴けるようになった。 |
| 2014年3月29日 | Zwei M-1 がーるてぃっくxxx M-2 I know that you'll be | 作詞：KAREN 作曲：北野 正人 編曲：LUV K RAFT | 作詞：KAREN 作曲：北野 正人 編曲：LUV K RAFT | 公式オンラインショップでも 長らく入手不可能となっていたが、 2021年9月4日より 各音楽ストリーミングサービスで 聴けるようになった。 |
| 2014年5月11日 | Drei M-1 THE TEENAGE SCREAM M-2 コレクションガール   | 作詞：KAREN 作曲：北野 正人 編曲：LUV K RAFT | 作詞：KAREN 作曲：北野 正人 編曲：LUV K RAFT | 公式オンラインショップでも 長らく入手不可能となっていたが、 2021年9月4日より 各音楽ストリーミングサービスで 聴けるようになった。 |
| 2014年7月21日 | Vier M-1 ヴァージン・ハイ M-2 眠れる森               | 作詞：KAREN 作曲：北野 正人 編曲：LUV K RAFT | 作詞：KAREN 作曲：北野 正人 編曲：LUV K RAFT | 公式オンラインショップでも 長らく入手不可能となっていたが、 2021年9月4日より 各音楽ストリーミングサービスで 聴けるようになった。 |

### デモ曲(YouTube)
| 発表日        | 作品名             | Words & Music & Arranged                                   | 備考                                           |
| ------------- | ------------------ | ---------------------------------------------------------- | ---------------------------------------------- |
| 2020年7月23日 | 魚                 | LUV K RAFT                                                 |                                                |
| 2020年7月25日 | SOMEDAY            | LUV K RAFT                                                 |                                                |
| 2020年8月8日  | 17days             | LUV K RAFT                                                 |                                                |
| 2020年8月22日 | The day drugged on | LUV K RAFT                                                 |                                                |
| 2020年9月5日  | ZOMBIE ZOMBIE      | LUV K RAFT                                                 |                                                |
| 2021年1月14日 | Paper Love         |                                                            |                                                |
| 2021年1月27日 | Heart              |                                                            | Victor ウッドコーン「EX-D6」製品映像挿入歌     |
| 2022年7月17日 | BeSomebody         | Words : KAREN Trackmaker : KENSEI Topliner : Masato Kitano | MIKS × LUV K RAFT feat. Richard (Rock on City) |

## 出演

### 主なライブ・イベント
- AUTUMN JACKPOT 2018（2018年09月22日） - LIVE SQUARE 2nd LINE
- 【ワンマンライブ】LUV K RAFT ～未確認歩行物体ズ～（2018年10月4日） - 下北沢SHELTER
- 夢の森フェスティバル2018（2018年10月14日） - 橿原神宮森林遊苑
- 生田コレクター（2019年1月19日） - 生田神社
- 生田神社　節分祭（2019年2月3日） - 生田神社
- 生田神社 文鹿祭（bunkasai）（2019年2月26日） - 生田神社
- kasumiとkiss me！1st mini album【kiss me】全国リリースツアー 神戸編（2019年4月19日） - 神戸VARIT.
- 平成31年 春の神武祭（2019年4月21日） - 橿原神宮森林遊苑 特設ステージ
- FOOD SONIC 2019 in 中之島（2019年5月1日） - 中之島フードソニック特設スペース
- 音ノ畔vo.2（2019年7月12日） - 神戸VARIT.
- くしろ霧フェスティバル2019（2019年7月27日） - 釧路市幸町緑地憩いの広場・耐震バース岸壁 特設会場
- 生田神社　大海夏祭り2019（2019年8月3日） - 生田神社
- 神戸VARIT.15thAnniversary「サマー・ディライト」（2019年8月13日） - 神戸VARIT.
- 夏の魔物2019 in OSAKA（2019年9月1日） - 大阪・味園ユニバース
- Y.e.s 21 ふれあいフェス 2019（2019年9月8日） - 近鉄大和八木駅周辺
- MINAMI WHEEL 2019（Marty Friedman × LUV K RAFT）（2019年10月12日） - 心斎橋AtlantiQs　※台風19号の接近に伴い開催中止
- 橿原夢の森フェスティバル（2019年10月13日） - 橿原神宮
- 「MEET THE SONGS」（2019年10月29日） - 神戸VARIT.
- Wonderful Christmastime（2019年12月24日） - 神戸VARIT.
- 生田神社節分祭（2020年2月3日） - 生田神社
- 第八回せたがやバンドバトル（2020年2月16日） - 世田谷区民会館
- MUSIC MONSTERS 2020（2020年2月23日） - duo MUSIC EXCHANGE
- ポルベニル飛鳥主催イベント（2021年6月5日） - イオンモール橿原
- ポルベニル飛鳥 関西サッカーリーグ戦 ハーフタイムショー（2021年6月6日） - 橿原公苑陸上競技場
- SURFACE LIVE 2022「HANDS -BEST-」（2022年6月4日） - 大阪・心斎橋Music Club JANUS　※開場中のロビーでミニライブ
- SURFACE LIVE 2022「HANDS -BEST-」（2022年6月4日〜6月5日） - 大阪・心斎橋Music Club JANUS　※開場中のロビーでミニライブ
- ポルベニル飛鳥 関西サッカーリーグ戦 飛鳥 de ゆかた祭り（2022年8月27日） - 橿原公苑陸上競技場
- Yoshiharu Shiina Live 2022「Let's catch up!」大阪公演　オープニングアクト（2022年10月29日） - 大阪・心斎橋Music Club JANUS
- Yoshiharu Shiina Live 2022「Let's catch up!」名古屋公演　オープニングアクト（2022年10月30日） - 愛知・名古屋CLUB QUATTRO
- 鱧人-HamojiN- クリスマスディナーショー『はもジングルべル』オープニングアクト（2022年12月22日） - ホテル THE KASHIHARA
- 1000 PARK CAFEオープニングイベント（2023年3月25日） - 奈良県橿原市 新沢千塚古墳群公園 桜の広場 [4]
- FOOD SONIC 2023 in京橋（2023年5月4日） - 大阪・京橋フードソニック特設会場
- ミニライブ&特典会（2023年5月7日） - 茨城・イオンモール土浦 1F花火ひろば
- 橿原市×大塚製薬「―みんなで取り組もう！―熱中症ゼロプロジェクト！inイオンモール橿原2023」(2023年6月24日) - 奈良・イオンモール橿原
- LUV K RAFT one-man LIVE「決起集会Vol.1」(2023年7月1日) - 大阪・梅田バナナホール
- 第56回さぬき高松まつり（2023年8月13日） - 香川・高松市立中央公園
- アントラーズビアガーデン2023 with 神栖横丁（2023年8月17日・18日） - 茨城・鹿嶋市カシマスポーツセンター
- 三軒家東地域 盆踊り大会（2023年8月25日） - 大阪・三軒家公園グラウンド
- パシフィックコマツSUNSET LIVE 2023「BUBBLE BURST」（2023年8月26日） - 徳島・パシフィックパーク小松海水浴場
- 飛鳥フットボールクラブ ホーム最終戦イベント（2022年9月18日） - 橿原公苑陸上競技場
- LUV K RAFT one-man Live「役員会議 Vol,01」(2023年10月13日) - 大阪・梅田シャングリラ
- 第22回橿原夢の森フェスティバル（2023年10月14日） - 奈良・橿原公苑
- Y・e・s21ふれあいフェス2023（2023年11月19日） - 奈良・橿原市役所分庁舎(ミグランス)
- LUV K RAFT LIVE 2024「en」（2024年2月22日）-東京・神田明神ホール
- ミニライブ（2024年3月3日） - 茨城・イオンモール土浦 1F花火ひろば
- とんぴんCAMP（2024年3月16日） - 福岡・CLUB CUBE
- Kabukicho Music Live vol.15（2024年3月21日） - 東京・歌舞伎町シネシティ広場
- 第3回おいも夜桜ランタンバルーンフェスティバル（2024年3月30日） - 茨城・らぽっぽ なめがたファーマーズヴィレッジ
- はな・はる・フェスタ2024（2024年4月13日） - 徳島・藍場浜公園 特設ステージ
- 芝桜まつり2024（2024年4月20日） - 奈良・道の駅かつらぎ 多目的広場
- ブルーオーシャンフェス KANSAI（2024年6月1日～2日） - 大阪・鶴見緑地 ハナミズキホール
- 橿原市×大塚製薬×住友生命『熱中症ゼロプロジェクト』（2024年6月8日） - 奈良・イオンモール橿原
- GLOW UP FESTIVAL（2024年6月30日） - 大阪・服部緑地野外音楽堂
- 能登あおぞらマルシェ in片町きらら広場（2024年7月6日） - 石川・片町きらら広場
- 京橋盆踊りフェスティバル（2024年8月12日） - 大阪・FULALI KYOBASHI
- さぬき高松まつり（2024年8月13日） - 香川・高松市立中央公園
- アントラーズビアガーデン2024（2024年8月15日・16日） - 茨城・カシマスポーツセンター　※8/16は台風7号の接近に伴い中止
- LUV K RAFT「水曜日の定例会」第一会（2024年8月21日） - 東京・GT LIVE TOKYO
- GP CAMP.Fes2024 前夜祭（2024年9月7日） - 愛知・つぐ高原グリーンパーク
- もにゅそでのLush Music FES 2024（2024年9月8日） - 大阪・Zepp Namba
- LUV K RAFT「水曜日の定例会」第二会（2024年9月25日） - 東京・GT LIVE TOKYO
- 尼崎MUSIC PARK 2024（あまみゅ）（2024年9月28日） - 大阪・阪神尼崎駅前 中央公園2階
- ビア★フェスティバル（2024年10月4日） - 静岡・ホテルアンビア松風閣 3階コンベンションホール　※8/30から延期
- すぽろばフェスティバル（2024年10月6日） - 奈良・御所市防災交流館
- 第23回橿原夢の森フェスティバル（2024年10月20日） - 奈良・橿原公苑
- LUV K RAFT「水曜日の定例会」第三会（2024年10月23日） - 東京・GT LIVE TOKYO
- COLOR YOUR WORLD（2024年10月27日） - 新潟・グランセナ新潟サッカースタジアム
- City Trial Japan 2024 プレイベント（2024年11月2日） - 大阪・大阪市中央公会堂前 中之島通り
- すずフェス2024（2024年11月23日） - 兵庫・ERフットサルスタジアム
- LUV K RAFT「水曜日の定例会」第四会（2024年11月27日） - 東京・GT LIVE TOKYO
- E.C.オーシャンズ チャリティーコンサート in 八幡浜（2024年12月13日） - 愛媛・八幡浜市民文化活動センター（ホール）
- Z-vibe（2024年12月21日） - 東京・日比谷野外音楽堂
- LUV K RAFT「水曜日の定例会」第五会（2024年12月25日） - 東京・GT LIVE TOKYO
- LUV K RAFT one-man LIVE「Alice〜東阪ツアー〜」（2025年2月14日） - 東京・渋谷 PLEASURE PLEASURE
- LUV K RAFT one-man LIVE「Alice〜東阪ツアー〜」（2025年2月16日） - 大阪・心斎橋 Music Club JANUS
- 第16回J-GREEN堺フェスティバル（2025年3月30日） - 大阪・J-GREEN堺
- LUV K RAFT「水曜日の定例会」第六会（2025年4月16日） - 東京・GT LIVE TOKYO
- おいも夜桜ランタンバルーンフェスティバル2025（2025年4月5日） - 茨城・らぽっぽ なめがたファーマーズヴィレッジ
- 芝桜まつり2025（2025年4月12日、19日） - 奈良・道の駅かつらぎ 多目的広場
- ミニライブ（2025年4月29日） - 茨城・イオンモール土浦 1F花火ひろば
- JVCケンウッドマッチで感動を！イベントステージ（2025年5月17日） - 茨城・カシマスポーツセンター メインアリーナ（県立カシマサッカースタジアム 場外 DAN DAN広場から変更）
- Blue Ocean Fes 2025（2025年5月18日） - 大阪・鶴見緑地 ハナミズキホール
- 国歌斉唱〜オリックス・バファローズ試合前セレモニー（2025年5月21日） - 大阪・京セラドーム
- 橿原市×大塚製薬×住友生命「熱中症ゼロプロジェクト2025」（2025年6月7日） - 奈良・イオンモール橿原
- らぶくらふと「home」vol,1（2025年6月14日） - 東京・GT LIVE TOKYO
- 第6回 美鈴 函館市民感謝祭（2025年6月21日・22日） - 北海道・函館 美鈴商事株式会社
- Yo-RI YO-RI やるっちょフェス（2025年6月28日） - 鹿児島・奄美大島 龍郷町体育文化センターりゅうゆう館
- らぶくらふと「水曜日の定例会」第七会（2025年7月23日） - 東京・GT LIVE TOKYO（※予定）
- らぶくらふと「home」vol,2（2025年9月13日） - 東京・GT LIVE TOKYO（※予定）
- らぶくらふと「水曜日の定例会」第八会（2025年10月22日） - 東京・GT LIVE TOKYO（※予定）
- らぶくらふと「水曜日の定例会」第九会（2025年12月24日） - 東京・GT LIVE TOKYO（※予定）

### TV・ラジオ
- FMヤマト「中和DA！スポーツ！」(2022年9月12日）
- FMヤマト「情報ブリットヤマト 我が町情報〜香芝市」(2022年10月5日）
- FMヤマト「奈良音楽」（2023年5月6日〜毎月第1土曜のメインパーソナリティ）
- α‐STATION「AWESOME NEW」コメント出演（2023年5月8日）
- FM京都「LIFT」コメント出演（2023年5月25日）
- NHK BSプレミアム「歌える!J-POP 黄金のベストアルバム30M」（2023年8月20日）
- FM大阪「Rhythmic+WORLD」（2023年8月24日）
- Kiss FM KOBE「Kiss Music Presenter」（2023年10月3日）
- 文化放送 超!A&G+「鈴村健一のラジベース」（2024年1月16日）
- フジテレビ「オールスター合唱バトル」（2024年7月14日）
- Spoonの次世代プロジェクト「Next Radio Star」（2024年8月9日 -、Spoon）[5]- 「LUV K RAFTのナツメロディー」見本番組DJとして参加
- RNC西日本放送「さわやかラジオ ラ・フレッシュ」（2024年8月13日）
- RADIO LUSH「TAK×AYAメオトーク」（2024年10月5日）※8/31から延期
- フジテレビ「オールスター合唱バトル」（2024年12月29日）
- Kiss FM KOBE「Kiss Music Presenter」（2025年1月27日）
- ZIP-FM「GENZ」（2025年2月5日）
- ABCラジオ「みっくすっ。〜BLDのBon!Bon!Bon!〜」（2025年2月13日）
- FMヨコハマ「Tresen」（2025年5月5日）
- フジテレビ「オールスター合唱バトル」（2025年6月8日）

## 楽曲提供
- ×ジャパリ団
「絆ふぉーえばー」　作曲・編曲[6]
「どきどき黙示録」　編曲[6]